# Giovanni Urbani
Giovanni Urbani (26. března 1900, Benátky – 17. září 1969, tamtéž) byl italský římskokatolický duchovní, patriarcha benátský a kardinál.

## Život
Narodil se 26. března 1900 v Benátkách jako syn obchodního makléře Angela Urbaniho a Elisabetty Borghi. Měl šest mladších sester.
Byl pokřtěn 8. dubna 1900 knězem Pietrem Ferrei jako Giovanni Emilio Maria. Dne 16. srpna 1906 přijal ve farnosti San Pantaleone z rukou patriarchy Aristida Cavallariho svátost biřmování. Jeho kmotrem při biřmování byl rodinný přítel Luigi Piasentini.
Navštěvoval školu Sant'Agnese. Dne 16. října 1913 byl přijat do Patriarchálního semináře Santa Maria della Salute v Benátkách.
Během první světové války byl korporálem ve vojenském okrsku Cornegliano.
Dne 31. října 1918 přijal církevní hábit a 20. prosince postřižení. Dne 18. prosince 1920 byl vysvěcen na ostiáře a lektora. Dne 17. prosince 1921 byl vysvěcen na exorcistu a akolytu. Dne 1. dubna 1922 přijal podjáhenské svěcení a 10. června jáhenské svěcení.
Dne 24. září 1922 byl kardinálem Pietrem La Fontaine vysvěcen na kněze. Začal sloužit jako farní asistent farnosti Ss. Maria e Donate di Murano (1922–1927). Devět měsíců roku 1924 byl kaplanem na ostrově Sant'Erasmo.
V letech 1925–1926 studoval kanonické právo v Benátkách. Od roku 1926 působil v Katolické akci. Do roku 1945 byl členem fakulty patriarchálního semináře. Přednášel biblistiku a pastorální teologii. Dne 15. července 1926 se stal církevním notářem. Dne 31. října 1927 byl jmenován rektorem farnosti svatého Samuela.
Dne 20. dubna 1936 byl ustanoven prosynodním soudcem a 7. listopadu 1936 místopředsedou Katolické akce.
Dne 12. listopadu 1936 mu byl udělen titul Kaplana Jeho Svatosti a 5. června 1943 Domácí prelát Jeho Svatosti. Od 22. června 1943 byl patriarchálním kancléřem.
Dne 28. února 1944 se stal promotérem víry při procesu blahořečení papeže Pia X.
Dne 1. ledna 1945 ho papež Pius XII. jmenoval sekretářem Biskupské komise pro studium ústavy Katolické akce.
Dne 26. října 1946 jen papež Pius XII. jmenoval pomocným biskupem Benátek a titulárním biskupem z Axomisu. Dne 8. prosince 1946 byl vysvěcen na biskupa. Světiteli byli patriarcha benátský kardinál Adeodato Piazza, biskup Giovanni Jeremich a biskup Carlo Zinato.
Byl generální církevní asistentem Italské Katolické akce.
Dne 27. listopadu 1948 byl ustanoven titulárním arcibiskupem ze Sardy.
V letech 1952–1953 byl generálním sekretářem Italské biskupské konference.
Dne 14. dubna 1955 byl jmenován arcibiskupem-biskupem veronským.
Dne 11. listopadu 1958 ho papež Jan XXIII. ustanovil patriarchou benátským.
Dne 15. prosince 1958 byl papežem Janem XXIII. na konzistoři jmenován kardinálem ze Santa Prisca. O tři dny později přijal kardinálský biret a titulární kostel.
Dne 19. března 1962 mu byl změněn titul na kardinál-kněz ze San Marco.
Od 2. února 1966 až do své smrti byl předsedou Italské biskupské konference.
V posledních letech trpěl nemocí věnčitých tepen.
Zemřel 17. září 1969 na infarkt myokardu. Pohřben byl v bazilice svatého Marka.